# Biblioteka Literatury Ludowej
Biblioteka Literatury Ludowej – seria wydawnicza Polskiego Towarzystwa Ludoznawczego, wydawana od 1995 roku. W ramach serii publikowane są monografie, które poświęcone są zjawiskom kultury ludowej związanym z warstwą słowną i pozostającym w kręgu zainteresowań folklorystyki. Do roku 2020 ukazało się drukiem dwanaście tomów tej serii.

## Opis
Seria została zainicjowana przez Czesława Hernasa (1995–2003). Pod jego redakcją zostały opracowane pierwsze dwa tomy. Kolejne tomy opracowywane były pod redakcją Jolanty Ługowskiej (2004–2020).
Problematyka poruszana w poszczególnych tomach oscyluje wokół zjawisk folklorystycznych ukazanych na tle porównawczym (związków folkloru i literatury, literatury ludowej na tle kultury popularnej), tekstów folkloru w obiegu społecznym (w tym folkloru grup zawodowych i rówieśniczych), analizy kategorii estetycznych (metafory, kategorii   komizmu). Seria ta publikuje prace naukowe poświęcone antropologii słowa.   

## Spis tomów (1995-2016)

### Wydane publikacje
Spis poszczególnych tomów Biblioteki Literatury Ludowej:
| Lp. | Autor                                      | Tytuł | Rok wydania |
| --- | ------------------------------------------ | --- | ----------- |
| 1.  | Karol Daniel Kadłubiec                     | Górniczy śmiech. Komizm ludowy pogranicza czesko-polskiego                                                                                      | 1995        |
| 2.  | Maciej Eder                                | Bibliografia zawartości Literatury Ludowej za lata 1981–2002                                                                                    | 2003        |
| 3.  | Jolanta Ługowska                           | Baśnie nasze współczesne | 2005        |
| 4.  | Aleksandra Mojkowska                       | Max Lüthi jako bajkoznawca | 2006        |
| 5.  | Jolanta Ługowska                           | W fantazjanie i gdzie indziej: szkice o baśni literackiej                                                                                       | 2006        |
| 6.  | Katarzyna Marcol                           | Słowo i zabawa. Ustna twórczość dzieci na pograniczu polsko-czeskim                                                                             | 2008        |
| 7.  | Marek Pustowaruk                           | Od Tolkiena do Pratchetta: potencjał rozwojowy fantasy jako konwencji literackiej                                                               | 2009        |
| 8.  | Luiza Podziewska                           | Ludowe opowiadania komiczne: poetyka i antropologia                                                                                             | 2010        |
| 9.  | Janina Hajduk-Nijakowska, Teresa Smolińska | Nowe konteksty badań folklorystycznych | 2011        |
| 10. | Ryszard Bieńkowski                         | Cerowanie dziurawych parasoli deszczem: na tropie metafory ludowej                                                                              | 2012        |
| 11. | Hanna Spychalska-Waszek                    | Łopoziem tobzie… kurpiowskie wierzenia i zwyczaje ocalone od zapomnienia                                                                        | 2014        |
| 12. | Kamila Kowalczyk                           | Baśń w zwierciadle popkultury: renarracje baśni ze zbioru „Kinder – und Hausmärchen” Wilhelma i Jakuba Grimmów w przestrzeni kultury popularnej | 2016        |

## Redakcja
Kadencja na lata 2021–2024:
- redaktor naczelna – Katarzyna Marcol[2]
- sekretarz redakcji – Marta Wójcicka
- członkini redakcji – Violetta Wróblewska
- członkini redakcji – Irena Bogoczová
- członkini redakcji – Joanna Rękas
- członek redakcji – Jan Kajfosz